# Casa de Bassano
La Casa de Bassano, fue una dinastía real Romana. Fue fundada por Vincenzo Giustiniani, que fue primer marqués de Bassano   La familia de Bassano estuvo involucrada en la Nobleza Negra.
La Casa de Bassano fue fundada por Vincenzo Giustiniani (Quios, 13 de septiembre de 1564 – Roma, 27 de diciembre de 1637)
La denominación de la casa hace referencia al feudo de Bassano di Sutri, situado entre Roma y Viterbo, que Godoy adquirió durante su exilio a la familia Romana Giustiani.
El Papa Pio VII le concedió por la breve el título de Príncipe Romano.
En 1964 el municipio de Bassano di Sutri cambió su denominación por la actual de Bassano Romano.